# Muppane, Sagar
Muppane là một làng thuộc tehsil Sagar, huyện Shimoga, bang Karnataka, Ấn Độ.